# Shogun (album)
Pour les articles homonymes, voir Shogun (homonymie).
Albums de Trivium
The Crusade
(2006) In Waves
(2011)
Shogun est le quatrième album studio du groupe de metal floridien Trivium.
Il est décliné en deux éditions, une « classique » et une édition spéciale accompagnée d'un DVD de bonus comprenant un documentaire d'une heure environ sur la réalisation et l'enregistrement de l'album ainsi que des films a l'intention des musiciens du monde entier dans lesquels les deux guitaristes Matt K. Heafy, Corey Beaulieu et le bassiste Paolo Gregoletto expliquent comment jouer certains riffs des morceaux de leur nouvel opus.

## Liste des morceaux
1. Kirisute Gomen
2. Torn Between Scylla and Charybdis
3. Down from the Sky
4. Into the Mouth of Hell We March
5. Throes of Perdition
6. Insurrection
7. The Calamity
8. He Who Spawned the Furies
9. Of Prometheus and the Crucifix
10. Like Callisto to a Star in Heaven
11. Shogun

Chansons bonus édition spéciale
1. Poison, the Knife or the Noose
2. Upon the Shores
3. Iron Maiden (reprise du groupe Iron Maiden)

## Musiciens
- Matt Heafy - chant, guitare
- Corey Beaulieu - guitare, chœur
- Paolo Gregoletto – basse, chœur
- Travis Smith - batterie, percussions

## Certifications
| Pays              | Certification |
| ----------------- | ------------- |
| Royaume-Uni (BPI) | Argent        |